# Katseye
Katseye (estilizado em letras maiúsculas) é um grupo feminino formado em Los Angeles, Califórnia. Descrito como um "grupo feminino global", o grupo foi formado através do reality show Dream Academy, uma colaboração entre as gravadoras Hybe e Geffen Records. O grupo é composto pelas integrantes: Manon, Sophia, Daniela, Lara, Megan e Yoonchae.
Eles estrearam no dia 28 de junho de 2024, com o single "Debut" de seu primeiro extended play (EP) SIS (Soft Is Strong). O EP foi lançado no dia 16 de agosto de 2024.

## Integrantes
- Manon, nascida Meret Manon Sarpong Bannerman em 26 de junho de 2002 (23 anos) em Zurique, Suíça.[2]
- Sophia, nascida Sophia Elizabeth Guevara Laforteza em 31 de dezembro de 2002 (22 anos) em Queens, Cidade de Nova Iorque, Nova Iorque, Estados Unidos. É a líder do grupo.[3]
- Daniela, nascida Daniela Andrea Avanzini Llorente em 1 de julho de 2004 (21 anos) em Atlanta, Geórgia, Estados Unidos.[4]
- Lara, nascida Lara Rajagopalan em 3 de novembro de 2005 (19 anos) em Los Angeles, Califórnia, Estados Unidos.[5]
- Megan, nascida Megan Meiyok Skiendiel em 10 de fevereiro de 2006 (19 anos) em Honolulu, Havaí, Estados Unidos.[6]
- Yoonchae (em coreano: 윤채; romaniz.: Yunchae), nascida Jeung Yoon-chae (em coreano: 정윤채; romaniz.: Jeong Yunchae) em 6 de dezembro de 2007 (17 anos) em Sinjeong-dong, Yangcheon-gu, Seul, Coreia do Sul.[7]

## Discografia

### Extended plays
| Detalhes do EP | Posições de pico no gráfico | Posições de pico no gráfico | Posições de pico no gráfico |
| --- | --------------------------- | --------------------------- | --------------------------- |
| SIS (Soft Is Strong) - Lançamento: 16 de agosto de 2024 - Gravadora: Hybe UMG, Geffen - Formatos: CD, LP digital download, streaming | US                          | KOR                         | UK                          |
| SIS (Soft Is Strong) - Lançamento: 16 de agosto de 2024 - Gravadora: Hybe UMG, Geffen - Formatos: CD, LP digital download, streaming | 119                         | 45                          | 27                          |
| Beautiful Chaos - Lançamento: 27 de junho de 2025 - Gravadora: Hybe UMG, Geffen - Formatos: CD, LP, download digital, streaming      | To be released              | To be released              | To be released              |

### Singles
| Ano                                                                                       | Título   | Posições de pico no gráfico | Posições de pico no gráfico | Posições de pico no gráfico | Posições de pico no gráfico | Posições de pico no gráfico | Posições de pico no gráfico | Posições de pico no gráfico | Álbum                |
| Ano                                                                                       | Título   | CAN                         | US                          | KOR DL                      | NZ Hot                      | PHL                         | UK                          | SGP                         | Álbum                |
| ----------------------------------------------------------------------------------------- | -------- | --------------------------- | --------------------------- | --------------------------- | --------------------------- | --------------------------- | --------------------------- | --------------------------- | -------------------- |
| 2024                                                                                      | "Debut"  | —                           | —                           | 194                         | —                           | —                           | —                           | —                           | SIS (Soft Is Strong) |
| 2024                                                                                      | "Touch"  | 79                          | —                           | 179                         | 16                          | 61                          | —                           | 24                          | SIS (Soft Is Strong) |
| 2025                                                                                      | "Gnarly" | 71                          | 92                          | 150                         | 2                           | —                           | 52                          | 7                           | Beautiful Chaos      |
|                                                                                           |          |                             |                             |                             |                             |                             |                             |                             |                      |
| "—" indica lançamentos que não entraram nas paradas ou não foram lançados naquela região. |          |                             |                             |                             |                             |                             |                             |                             |                      |

## Videografia

### Videoclipes
| Ano  | Título     | Diretor(s)          | Ref.   |
| ---- | ---------- | ------------------- | ------ |
| 2024 | "Debut"    | Gregory Ohrel       | —      |
| 2024 | "Touch"    | Cody Critcheloe     | [ 17 ] |
| 2025 | "Gnarly"   | Cody Critcheloe     | [ 18 ] |
| 2025 | "Gabriela" | Andrew Thomas Huang | [ 19 ] |
| 2025 | "Gameboy"  | Aerin Moreno        |        |

### Outros vídeos
| Ano  | Título                       | Director(es) | Ref.   |
| ---- | ---------------------------- | ------------ | ------ |
| 2024 | "My Way" Lyric Film          | Lumpens      | [ 20 ] |
| 2024 | "I'm Pretty" Lyric Film      | Rahul Batt   | [ 21 ] |
| 2024 | "Tonight I Might" Lyric Film | Rahul Batt   | [ 22 ] |

## Filmografia
| Ano  | Título                    | Notas                                                 | Ref.   |
| ---- | ------------------------- | ----------------------------------------------------- | ------ |
| 2023 | Dream Academy             | Reality show que determinou as integrantes do Katseye | —      |
| 2024 | Pop Star Academy: Katseye | Documentário sobre a preparação da estreia do grupo   | [ 23 ] |